# Lognanga
Lognanga ou Log Nanga est un village du département du Nkam au Cameroun. Il est situé dans l'arrondissement de Yingui. 

## Population et environnement
En 1967, le village de Lognanga  avait 6 habitants, essentiellement des Banen. La population de Lognanga était de 121 habitants dont 75 hommes et 46 femmes, lors du recensement de 2005. 